# Пшодково
Пшодково (пол. Przodkowo, нім. Seefeld) — село в Польщі, у гміні Пшодково Картузького повіту Поморського воєводства.
Населення — 1961 особа (2011).
У 1975-1998 роках село належало до Гданського воєводства.

## Демографія
Демографічна структура станом на 31 березня 2011 року:
|          | Загалом | Допрацездатний вік | Працездатний вік | Постпрацездатний вік |
| -------- | ------- | ------------------ | ---------------- | -------------------- |
| Чоловіки | 980     | 274                | 640              | 66                   |
| Жінки    | 981     | 269                | 586              | 126                  |
| Разом    | 1961    | 543                | 1226             | 192                  |